# Diaphanodon friisii
Diaphanodon friisii är en bladmossart som beskrevs av Maurice Bizot och Jette Lewinsky 1978. Diaphanodon friisii ingår i släktet Diaphanodon och familjen Trachypodaceae. Inga underarter finns listade i Catalogue of Life.